# Luria (genre)
Pour les articles homonymes, voir Luria.
Genre
Luria  est un genre de mollusques gastéropodes d'aspect lisse et brillant de la famille des « porcelaines » (Cypraeidae).

## Liste des espèces
Selon World Register of Marine Species (18 janvier 2021) :
- Luria cahuzaci Dolin & Lozouet, 2004 †
- Luria castinea Dolin & Lozouet, 2004 †
- Luria chattica Dolin & Lozouet, 2004 †
- Luria cinerea (Gmelin, 1791)
- Luria diluviana (Gray, 1824) †
- Luria dockeryi Dolin & Lozouet, 2004 †
- Luria fossula (Ingram, 1947) †
- Luria grateloupi (d'Orbigny, 1852) †
- Luria hieroglyphica (Schilder, 1923) †
- Luria isabella (Linnaeus, 1758)
- Luria isabellamexicana (Stearns, 1893)
- Luria lurida (Linnaeus, 1758)
- Luria pelouaensis Dolin & Lozouet, 2004 †
- Luria pseudotalpa Dolin & Lozouet, 2004 †
- Luria pulchra (Gray, 1824)
- Luria taurorotunda (Sacco, 1894) †
- Luria tessellata (Swainson, 1822)

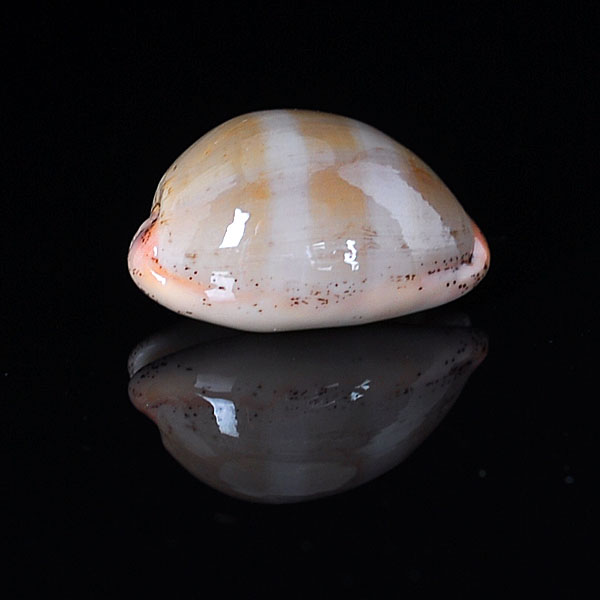
Luria cinerea.
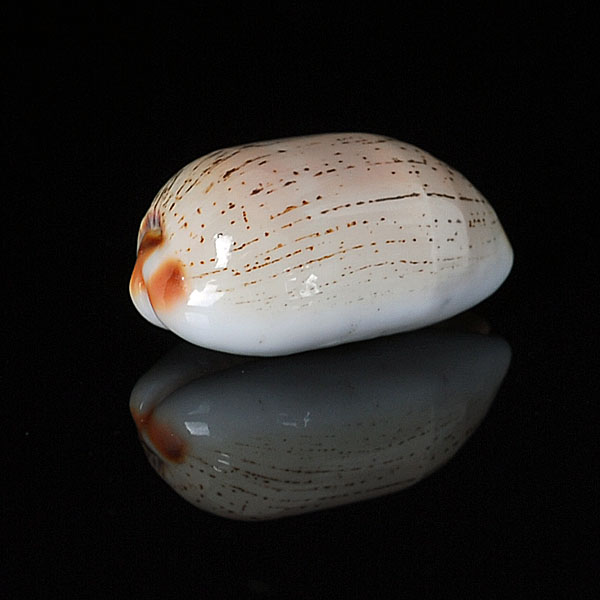
Luria controversa.
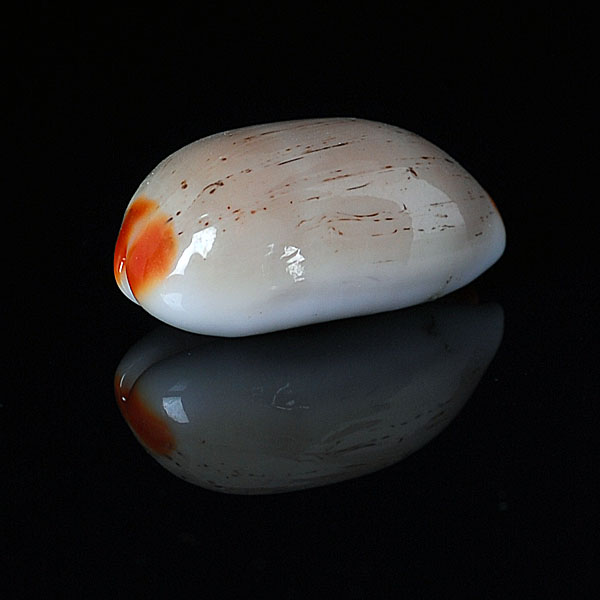
Luria gilvella.
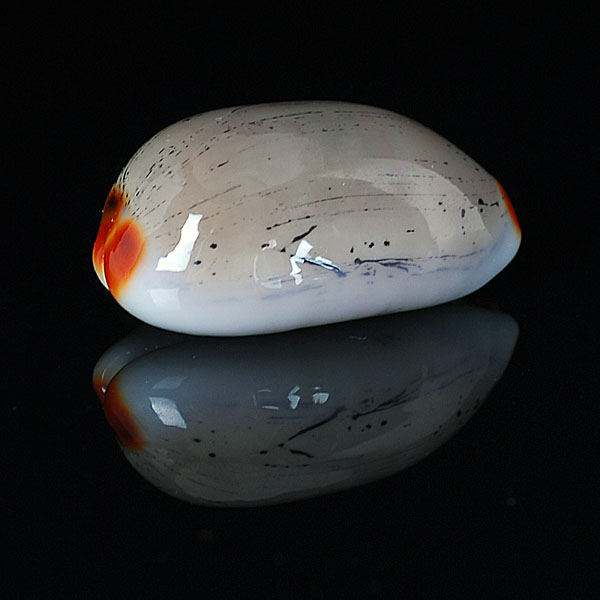
Luria isabella.
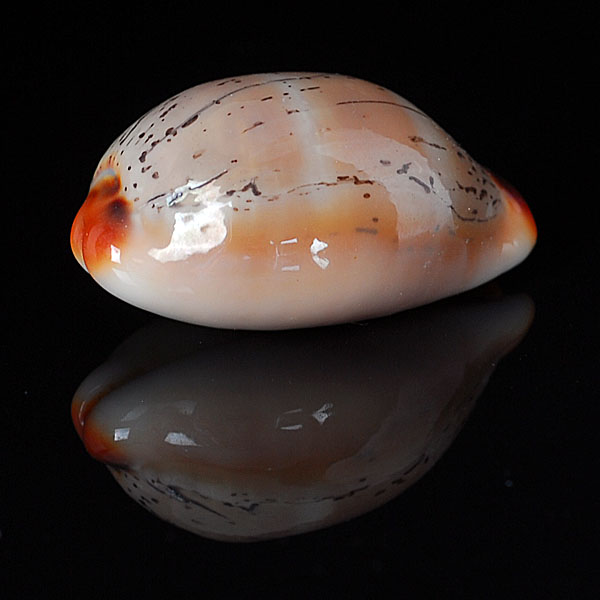
Luria isabellamexicana.
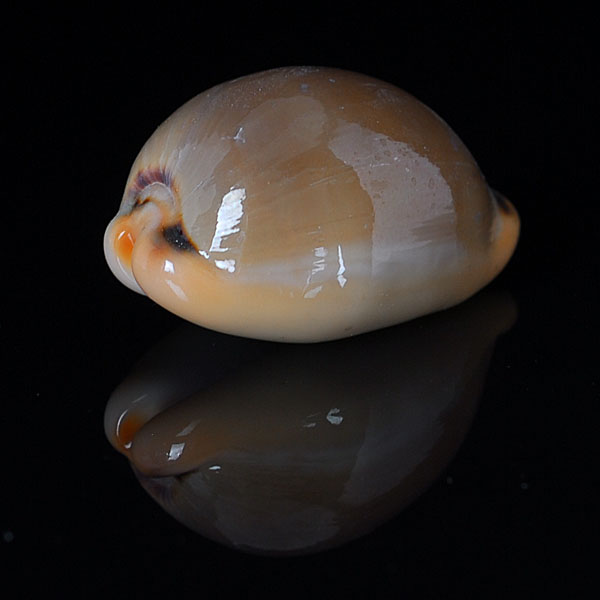
Luria lurida.
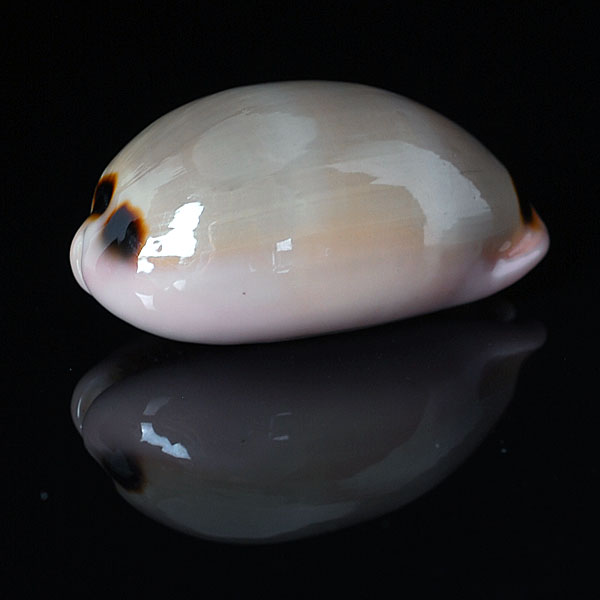
Luria pulchra.
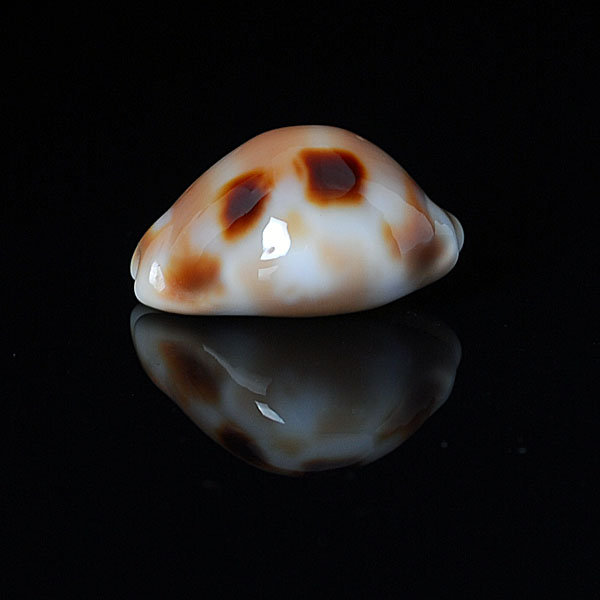
Luria tessellata.